# Painkiller (Album)
Painkiller (engl. für „Schmerzmittel“) ist das zwölfte Studioalbum der britischen Heavy-Metal-Band Judas Priest. Es erschien am 3. September 1990 bei Columbia Records. Es war das erste Album mit Schlagzeuger Scott Travis und wurde zu einem der erfolgreichsten Werke der Band.

## Hintergrund

### Album
Das Album wurde 1990 in Frankreich aufgenommen, später in Holland gemastert und am 3. September 1990 als LP, Kassette und CD das erste Mal veröffentlicht. Eine neu gemasterte Version erschien im Mai 2001 mit zwei Bonustracks. Das Album bekam am 20. Februar 1991 eine Grammy-Nominierung für die beste Metal-Performance. Das Album-Cover gestaltete der Künstler Mark Wilkinson.

### Musikstil
Mit Painkiller führten Judas Priest den mit Ram It Down eingeschlagenen Weg fort und schlossen an ihren klassischen 1980er-Metal-Stil an, wobei sie sich einiger Speed-Metal-Elemente bedienten. Dies führte zu ihrem von den Kritikern am besten bewerteten Album des Jahrzehnts. So kürte es etwa die Zeitschrift Metal Hammer zum Album des Monats mit einem Schnitt von 6,7 von 7 möglichen Punkten im „Soundcheck“ der Redaktion. Matthias Penzel vergab die Höchstnote und schwärmte: „Dass die Hohepriester des Metal allen Nachwuchs-Speedsters und Trend-Thrashern auf Painkiller zeigen, was Sache ist, das wird wiederum niemand bestreiten. Die ‚Defenders‘, Verteidiger des metallischen Glaubens sind immer noch ganz alleine auf den allerhöchsten Gipfeln des Genres“. Penzel hob „niegehörte Breaks, dass einem schwummerig wird“ hervor sowie „Gesangslinien, bei denen man die Gänsehaut mit dem Zollstock messen kann, und Gitarren, Gitarren, Gitarren und noch mal: Gitarren“. Die Leser des Metal Hammer wiederum wählten Painkiller in einer Umfrage zur besten LP des Jahres 1990.
Painkiller wird auch als eines der einflussreichsten Alben auf europäische Power-Metal-Bands, zum Beispiel Gamma Ray oder Primal Fear, gesehen.

### Halfords Ausstieg
Auf der Tour zu diesem Album verließ Sänger Rob Halford die Band und brach den Kontakt zu den anderen Mitgliedern in den 1990ern fast komplett ab. Als Gründe wurden sowohl bandinterne Spannungen als auch die Homosexualität Halfords vermutet. Während des Konzerts in Toronto zerstörte er seine Harley-Davidson, was als Auslöser für die Trennung gesehen wird. Dem widersprach Halford jedoch 2007 in einem Interview. Der Zwischenfall mit dem Motorrad sei ein Unfall gewesen. Während Halford mit seiner eigenen Band Fight weitermachte, setzte Judas Priest nach einer Zeit der Inaktivität die Arbeit mit Sänger Tim „Ripper“ Owens fort, mit dem sie das folgende Album Jugulator aufnahmen.

### Der NamePainkiller
Der Painkiller ist eine Figur aus einer Serie fiktionaler Messiasse von Judas Priest. Er wird als ein Metal-Messias beschrieben, der zur Erde gesandt wurde, um das Böse zu zerstören und die Menschheit vor ihrer Zerstörung zu retten. Es wird vermutet, dass er auf dem gefallenen Engel vom Sad-Wings-of-Destiny-Album (1976) basiert.
Eines der auffälligsten Merkmale des Painkillers ist, neben seinem metallischen Körper, dass er das Metal-Monster fährt, ein Motorrad mit einem Drachen als Chassis und zwei Kreissägeblättern als Rädern.

## Titelliste
Alle Lieder wurden von Rob Halford, K.K. Downing und Glenn Tipton geschrieben, außer A Touch of Evil (siehe Angabe).
1. Painkiller – 6:06
2. Hell Patrol – 3:37
3. All Guns Blazing – 3:58
4. Leather Rebel – 3:35
5. Metal Meltdown – 4:48
6. Night Crawler – 5:45
7. Between the Hammer & the Anvil – 4:49
8. A Touch of Evil (Rob Halford, K.K. Downing, Glenn Tipton, Chris Tsangarides) – 5:45
9. Battle Hymn – 0:58 (Instrumental)
10. One Shot at Glory – 6:49

### Bonustracks (Wiederveröffentlichung 2001)
1. Living Bad Dreams – 5:21
2. Leather Rebel (Live) – 3:39

Painkiller und A Touch of Evil wurden als Singles veröffentlicht.

## Trivia
- Der Song Painkiller wurde von der amerikanischen Death-Metal-Band Death auf ihrem Album The Sound of Perseverance gecovert.
- Die Hard-Rock-Band Krokus veröffentlichte bereits 1978 ein gleichnamiges Album.
- Für die beiden Singles Painkiller und A Touch of Evil wurden Videos gedreht.
- Gastmusiker Don Airey, später Mitglied von Deep Purple, bediente für die Stücke A Touch of Evil und Living Bad Dreams nicht nur das Keyboard, sondern spielte – als Ersatz für den ausgefallenen Mitbegründer und Bassisten Ian Hill – für das gesamte Album auch den E-Bass ein.[4][5]